# Couroupita nicaraguensis
Couroupita nicaraguensis (tên gọi trong các ngôn ngữ châu Âu: Bala De Cañón, Coco De Mono, Paraíso, Zapote De Mico, hoặc Zapote De Mono) là một loài thực vật linhin thuộc họ Lecythidaceae.
Loài này có ở Colombia, Costa Rica, Ecuador, El Salvador, Nicaragua, và Panama.
Chúng hiện đang bị đe dọa vì mất môi trường sống. Ở Puerto Rico nơi duy nhất thấy chúng là ở Toa Alta, Puerto Rico.